# بيل دوفرز
الأميرال الخلفي ويليام أنطوني جورج «بيل» دوفرز (بالإنجليزية: William Anthony George "Bill" Dovers)‏ (ولد في 19 سبتمبر 1951 في سيدني، أستراليا) ضابط كبير متقاعد من البحرية الملكية الأسترالية.

## النشأة
تعلم بيل دوفرز في كلية نوينغتون من 1959 إلى 1969 وبدأ كطالب مدرسة ابتدائية في وايفرن هاوس قبل دخول الكلية البحرية الأسترالية الملكية في عام 1970.

## المسيرة العسكرية البحرية
خدم دوفرز على متن السفن الحربية الأسترالية سوان وملبورن وأنزاك وفينديتا ودوتشيس جنبا إلى جنب مع المدمرة الأمريكية يو إس إس كوكرين.

## التكريمات
- صليب الخدمة الواضحة (1991) - تقديرا لخدمة البحرية الملكية الأسترالية على السفينة أديليد خلال حرب الخليج الثانية[4]